# عصام ضاحي
عصام ضاحي (مواليد 3 أكتوبر 1983) لاعب كرة قدم إماراتي يجيد اللعب في الدفاع .
لعب سابقاً مع أندية الشباب والأهلي و انتقل إلى النصر عام 2014 و لعب معهم 3 مواسم .

## روابط خارجية
- عصام ضاحي على موقع قاعدة بيانات كرة القدم.إي يو (الإنجليزية)
- عصام ضاحي على موقع Soccerway.com (الإنجليزية)